# Electrumlaboratoriet

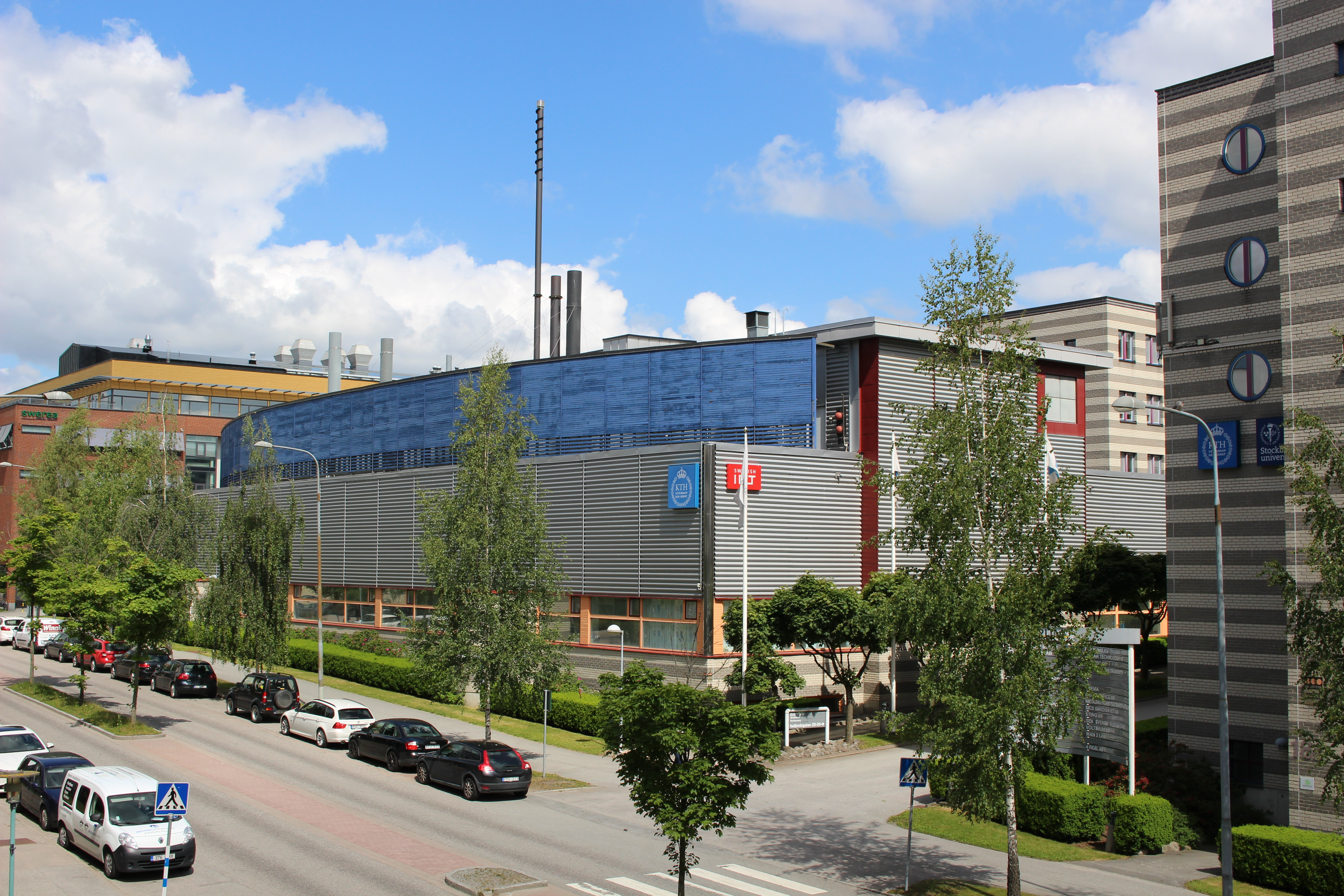
Electrumlaboratoriet i juni 2016.

Electrumlaboratoriet är ett halvledarlaboratorium i Kista i norra Stockholm som tillhör Skolan för informations- och kommunikationsteknik inom Kungliga Tekniska högskolan. Laboratoriet används för forskning inom mikro- och nanoteknik och har en komplett tillverkningslinje för halvledarkretsar.

## Bilder

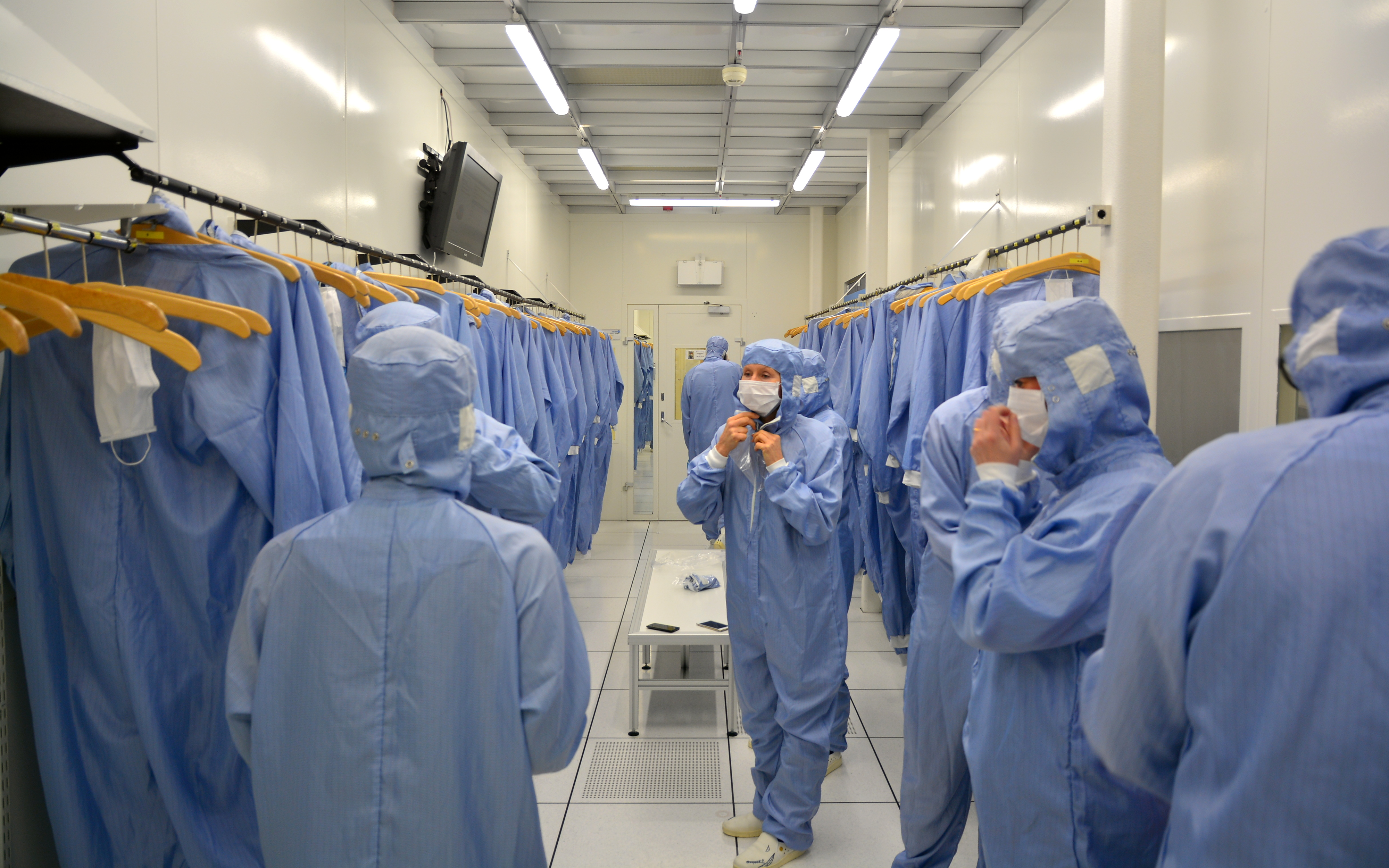
Electrumlaboratoriet är ett renrum där det krävs speciella skyddskläder för att inte kontaminera miljön.
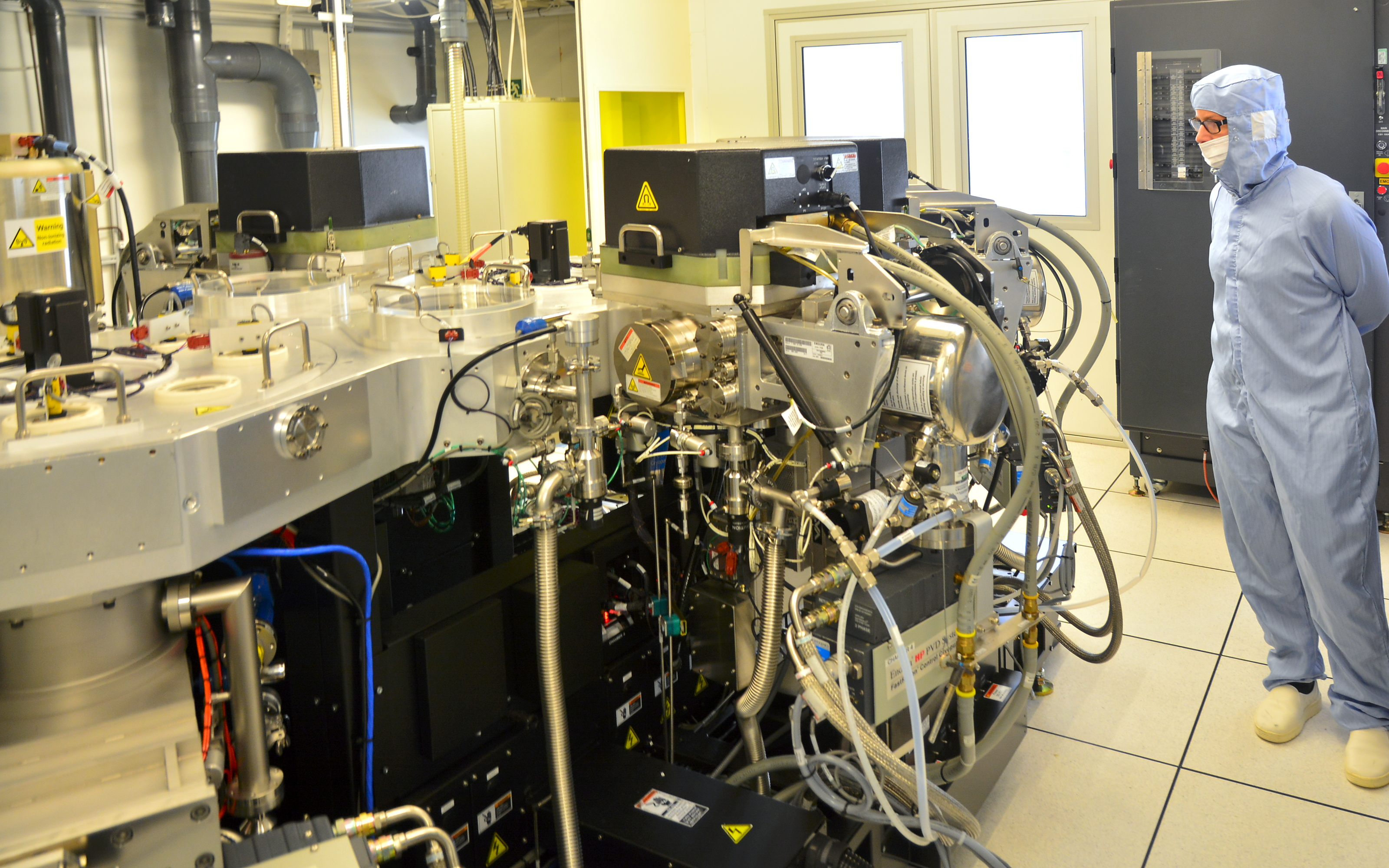
Per Wehlin demonstrerar en av de maskiner som används för halvledarframställning.
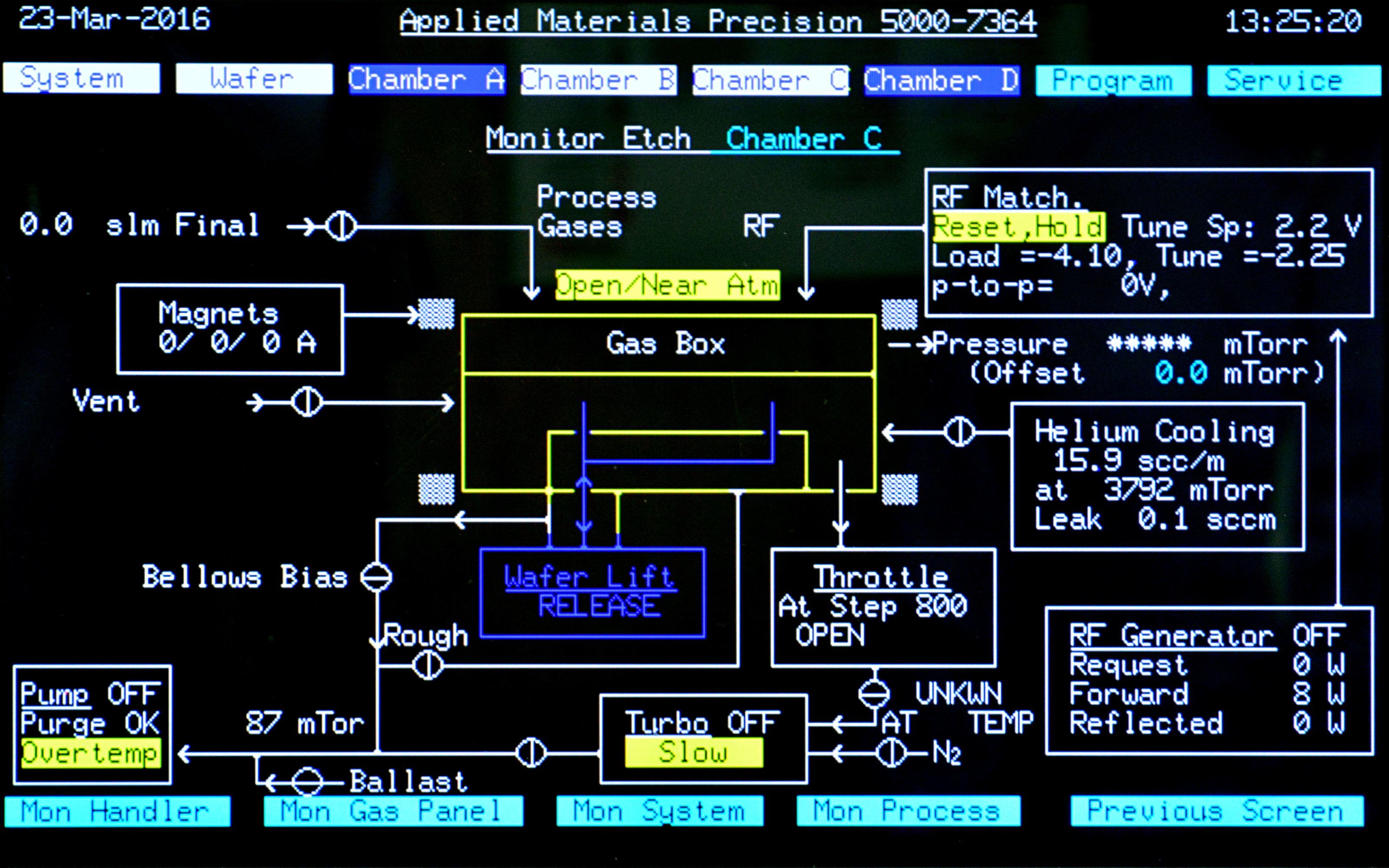
En dator styr de gaser som kislet utsätts för under framställningen. vätefluorid används för etsning och kvävgas som inert miljö.
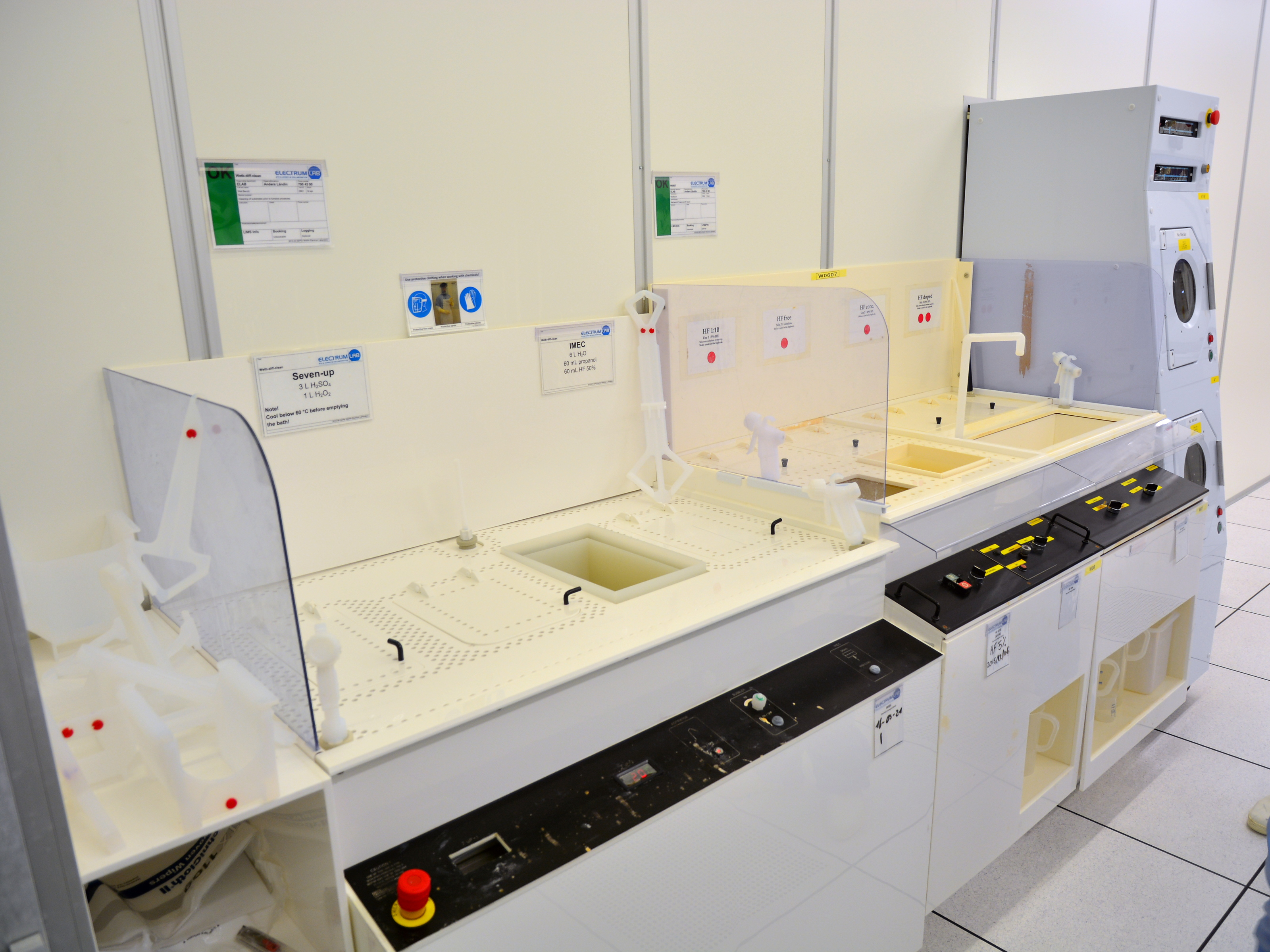
Etsning kan också göras i vätskebad som i den här maskninen.